# Nephelomys albigularis
Nephelomys albigularis é uma espécie de roedor da família Cricetidae.
Pode ser encontrada nos seguintes países: Colômbia, Costa Rica, Equador, Panamá e Peru.